# Deuxième période de taïfas
La deuxième période de taïfas est une période de l'histoire d'al-Andalus située entre la domination almoravide et la conquête almohade.

## Histoire
En 1080, à la fin de la première période de taïfas, sous la pression de la reconquête chrétienne, les musulmans avaient fait appel aux Almoravides. Mais la défense face aux royaumes chrétiens demandait des moyens pour financer les fortifications et les armées : les impôts canoniques (levés sur les non musulmans) n'y suffisant pas, ils durent se résoudre à lever de nouveaux impôts auprès de la population musulmane, qui en fut rapidement mécontente. 
À ces impôts s'ajoutaient l'inefficacité militaire, le banditisme et la corruption des fonctionnaires, ainsi qu'une intolérance religieuse.
En 1121, la population de Cordoue se révolta, et un combat de rues s'engagea contre l'armée almoravide. Seule l'intervention des faqîhs évita le bain de sang. D'autres révoltes suivirent à Séville, Grenade et Almérie. À partir de 1125, les Almoravides commençaient à perdre du terrain au Maroc face aux Almohades. Un sufi, Ibn Kasi, prit la tête d'un mouvement religieux anti-almoravide et se constitua une principauté vers 1145 dans la région d'Evora, de Beja et d'Huelva. D'autres principautés se créèrent à Valence, Jaen, Badajoz, Séville et Arcos. Les populations d'al-Andalus, victimes de la tyrannie de leurs dirigeants et des guerres entre taïfas, commencèrent à faire appel aux Almohades.

En 1147, une armée almohade commandée par Abd al-Mumin débarque en Espagne et conquiert une grande partie du sud de l'Espagne, notamment les villes de Cadix, Malaga et Séville. En 1163, son fils Abu Yaqub Yusuf achève la conquête d'al-Andalus en prenant Valence et en mettant fin au dernier taïfa de cette période.

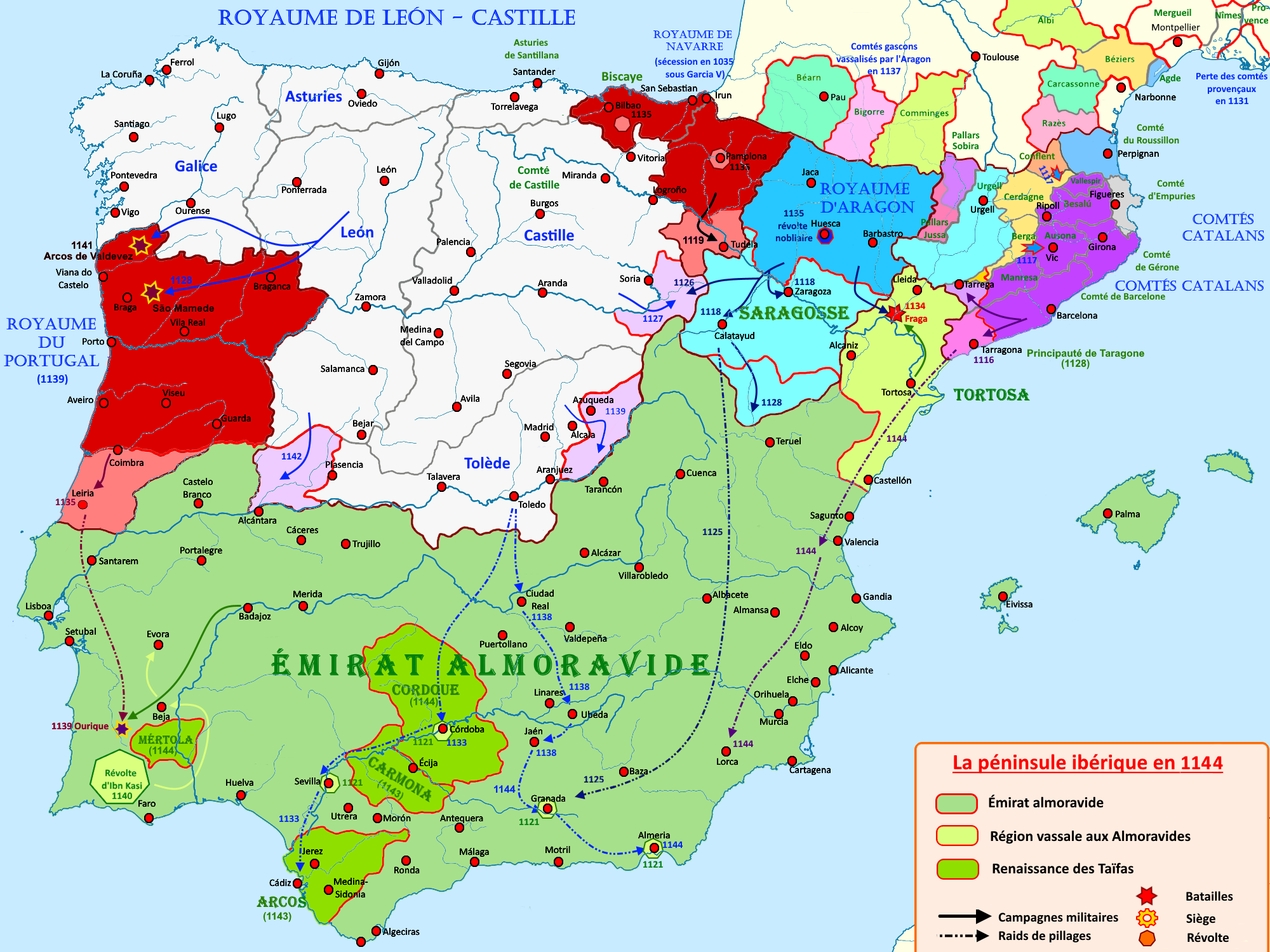
L'émergence des taïfas de seconde génération de 1140 à 1144
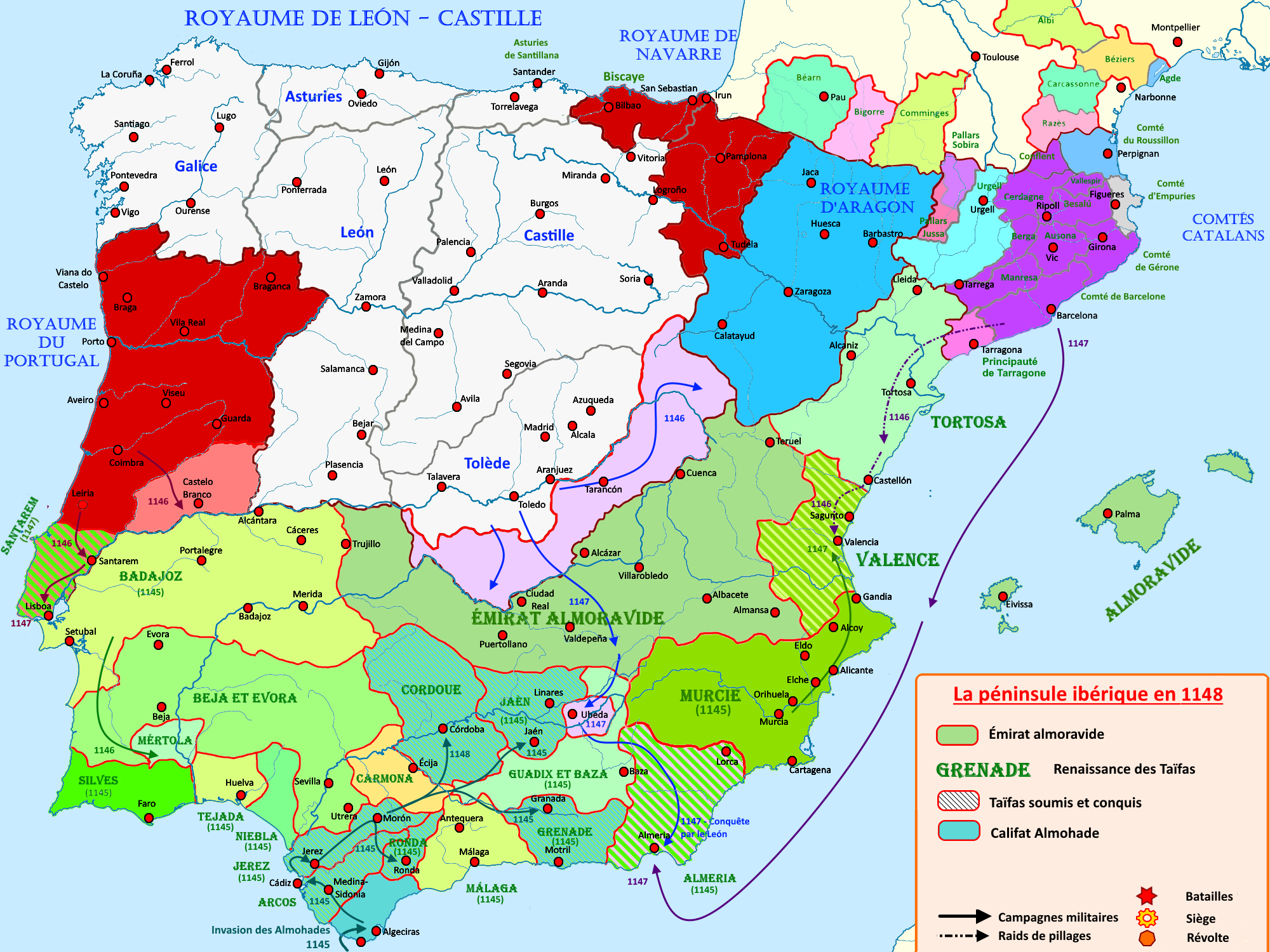
L'effondrement almoravide et les taïfas de la seconde période de 1144 à 1148
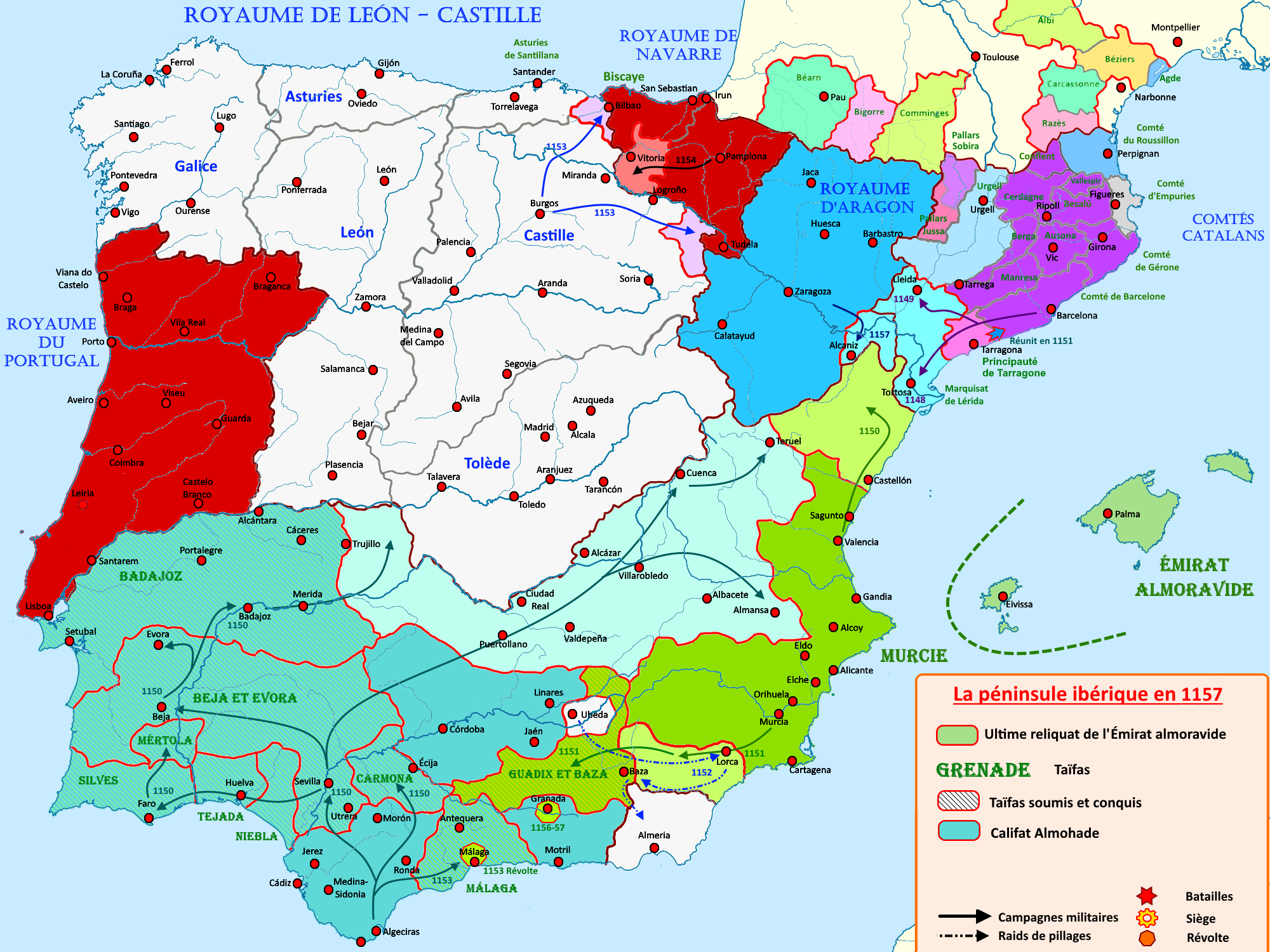
L'essor de la Murcie et la conquête des Almohades, de 1148 à 1157
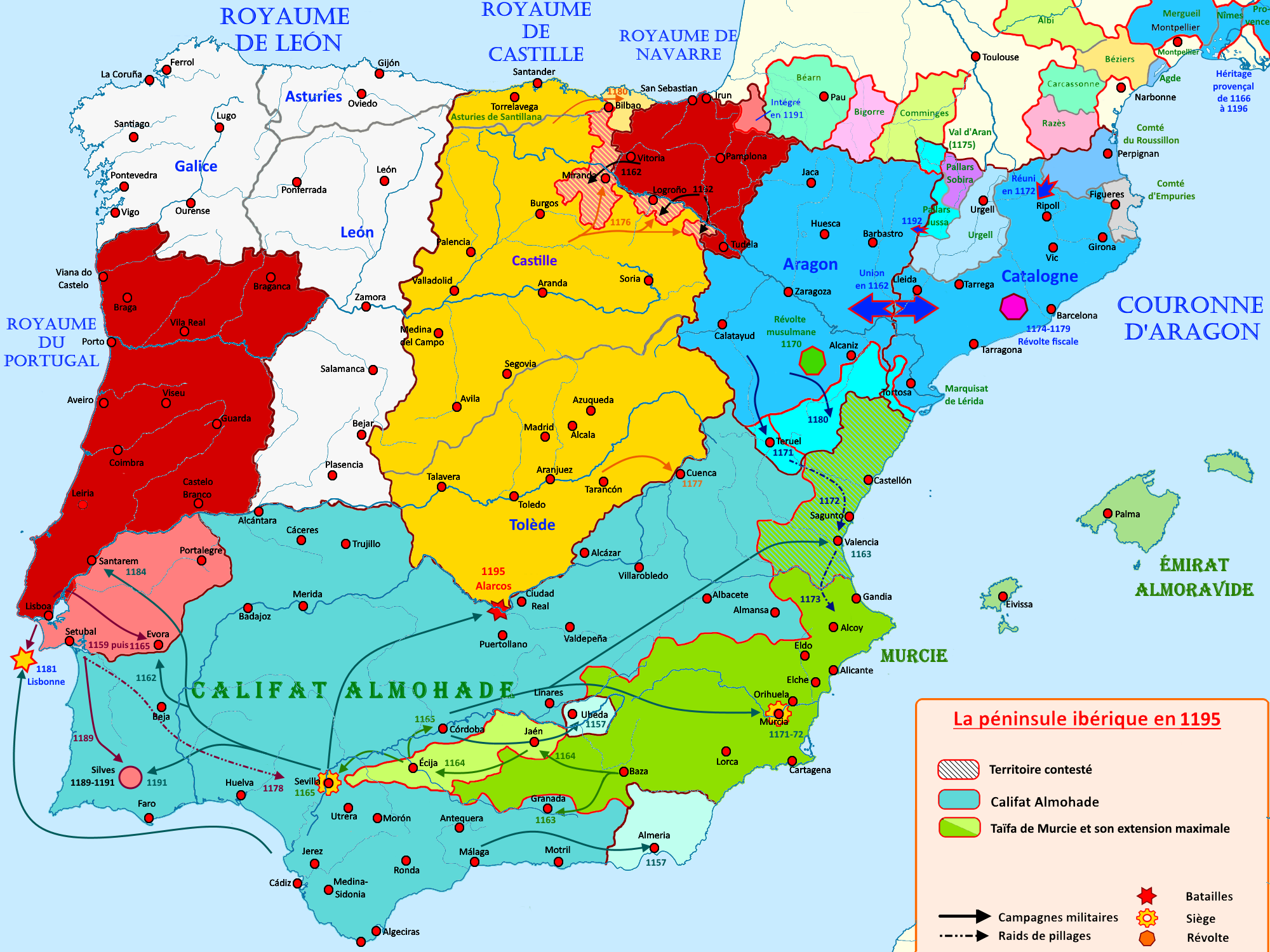
Les Almohades contre la Taïfa de Murcie, de 1157 à 1172

## Liste des taïfas
- taïfa d'Almeria, de 1145 à 1147, conquise par la Castille est 1147, reprise par les Almohades en 1157
- taïfa d'Arcos de la Frontera, de 1143 à 1145, conquise par les Almohades.
- taïfa de Badajoz, de 1145 à 1150, conquise par les Almohades.
- taïfa de Majorque, de 1126 à 1203, conquise par les Almohades.
- taïfa de Béja et d'Evora, de 1140 à 1150, conquise par les Almohades.
- taïfa de Carmona, de 1143 à 1150, conquise par les Almohades.
- taïfa de Cordoue, de 1144 à 1148, conquise par les Almohades.
- taïfa de Grenade, en 1145, conquise par les Almohades.
- taïfa de Guadix et de Baza, de 1145 à 1151, conquise par la taïfa de Murcie
- taïfa de Jaen, en 1145, reconquise par les Almoravides en 1145, puis par les Almohades en 1145.
- taïfa de Malaga, de 1145 à 1153, conquise par les Almohades.
- taïfa de Mértola, de 1144 à 1145, conquise par la taïfa de Badajoz de 1145 à 1146, indépendante de 1146 à 1151, et conquise par les Almohades.
- taïfa de Murcie, de 1145 à 1172, conquise par les Almohades.
- taïfa de Niebla, de 1145 à 1150, conquise par les Almohades.
- taïfa de Jerez et de Ronda, en 1145, puis reconquise par les Almoravides.
- taïfa de Santarem, vers 1147.
- taïfa de Segura, vers 1147.
- taïfa de Silves, de 1145 à 1150, conquise par les Almohades.
- taïfa de Tejada, de 1145 à 1150, conquise par les Almohades.
- taïfa de Valence, 1145 à 1147, puis conquise par le taïfa de Murcia

### Sources
- André Clot, L’Espagne musulmane (VIIIe~XVe siècle), Paris, Perrin, 1999 (réimpr. 1999), 429 p. [détail des éditions] (ISBN 2-262-01425-6)